# Ülemistejärve

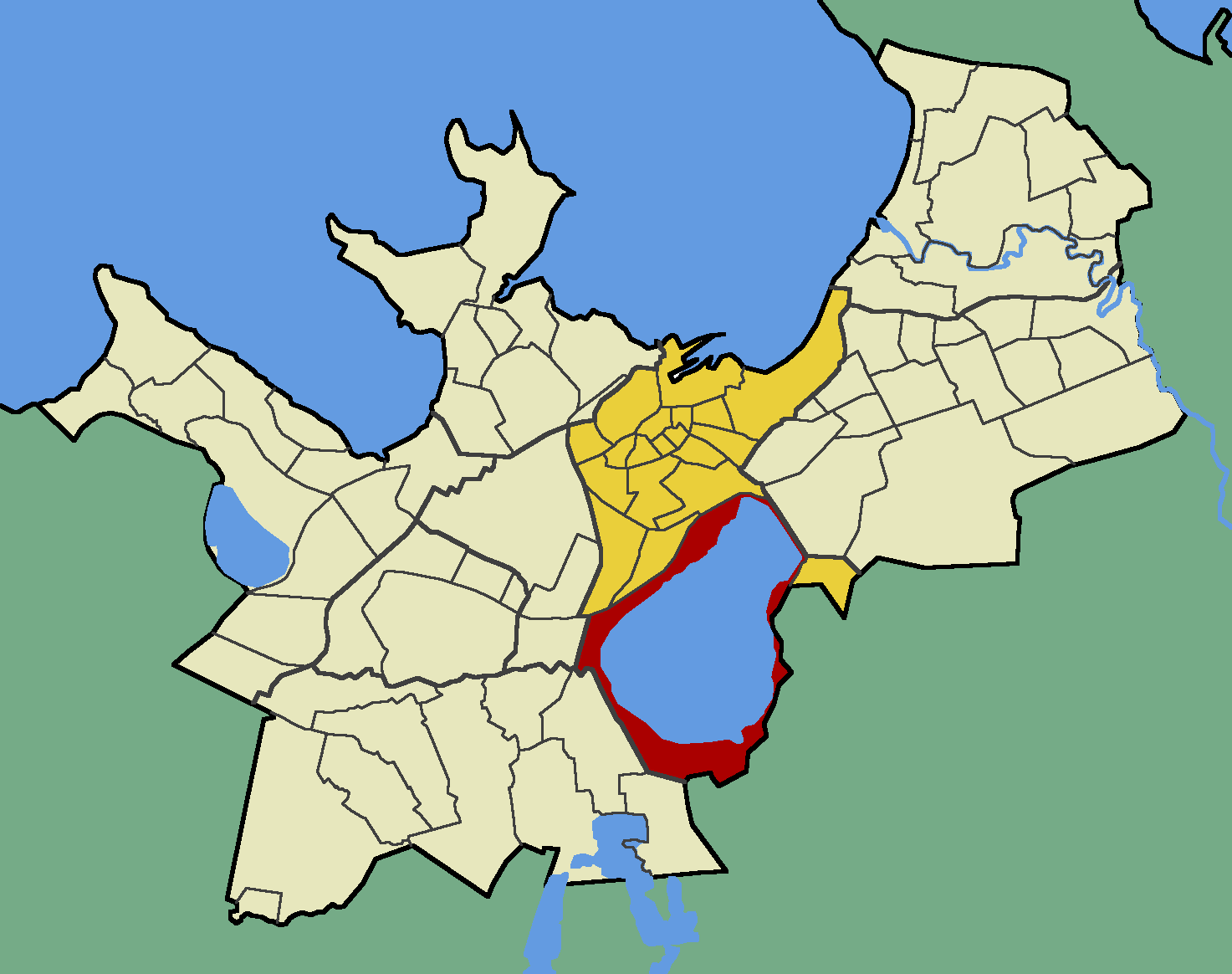
Lage von Ülemistejärve (rot) im Tallinner Stadtteil Kesklinn (gelb)

Ülemistejärve ist ein Stadtbezirk (estnisch asum) der estnischen Hauptstadt Tallinn. Der Bezirk liegt im Stadtteil Kesklinn.

## Bezirk
Der Bezirk Ülemistejärve umgibt vollständig den größten See Tallinns, den Ülemiste järv („Oberer See“). Der Bezirk hat 222 Einwohner (Stand 1. Mai 2010).